# Huehuetán (kommun)
Huehuetán är en kommun i Mexiko.   Den ligger i delstaten Chiapas, i den sydöstra delen av landet, 900 km sydost om huvudstaden Mexico City. Antalet invånare är 7 755.
Följande samhällen finns i Huehuetán:
- Huehuetán
- San José el Amate
- Cuntalapa
- Alianza para la Producción
- Cantón el Triunfo
- Santa Elena
- Texpuyo
- Carretera Nueva
- Cantón el Tívoli
- Cantón la Unidad
- Cantón Nexapa
- Cantón San Luis
- Santa Cecilia
- Cantón el Tamarindal
- Luis Donaldo Colosio Murrieta
- Belisario Domínguez
- Guamuchal
- El Cairo
- Lázaro Cárdenas del Bajo
- El Corozal
- Cantón Florida
- Sinaí
- Lázaro Cárdenas el Alto